# Luiz Fernando Pezão
Luiz Fernando de Souza, más conocido como Luiz Fernando Pezão (Piraí, Brasil, 29 de marzo de 1955) es un economista y político brasileño afiliado al Movimiento Democrático Brasileño. Fue gobernador del Estado de Río de Janeiro entre 2014 y 2018. El 29 de noviembre de 2018 fue detenido en el Palacio Laranjeiras y acusado de corrupción como gobernador de Río de Janeiro.

## Biografía
Pezão es licenciado en administración y se convirtió en político en la década de 1980, como concejal de Piraí. Luego sirvió dos veces como alcalde de la ciudad.
En 2006, Pezão fue elegido por Sérgio Cabral, entonces candidato a la gobernación de Río de Janeiro, para ser su compañero de fórmula. Ganaron la elección y Pezão asumió el cargo de Vicegobernador y Secretario de Estado de Obras Públicas simultáneamente.
Asumió el cargo de gobernador debido a la renuncia de Sérgio Cabral, que en ese momento tenía planes de postularse para el Senado.
Fue reelegido gobernador en la elección de gobernador de 2014, y se enfrentó al exgobernador Anthony Garotinho, y a los senadores Lindberg Farias y Marcelo Crivella.